# Afghanodon mustersi
Afghanodon mustersi es una especie de anfibio caudado de la familia Hynobiidae. Es el único miembro del género monotípico Afghanodon.

## Distribución geográfica
Es endémica de Afganistán.

## Estado de conservación
Se encuentra amenazada por la pérdida de su hábitat natural.